# 以逸待労
以逸待労（いいつたいろう、逸を以て労を待つ）は、兵法三十六計の第四計にあたる戦術。これは我が方が局面の主導権を握ることの重要性を示す語である。単に「動かずに待っていろ」と勧める策と解するのは誤りである。

## 本文
困敵之勢、不以戦、損剛益柔。
　敵の勢いを衰えさせ枯れさせるには、戦闘そのものではなく、損剛益柔によるのである。
　※損剛益柔（剛を減らし柔を増す）は山澤損の象の作用を指す。(易経）

## 按語・事例
我が動かないときに敵が動かねばならぬように仕向け、我が少し動くときに敵は大きく動かねばならぬように仕向け、我が主導権を握り敵を振り回すようにして敵の兵員の疲弊と物資の浪費を誘う。奇襲急襲が功を奏するときもあるが、すぐに戦闘そのものに入らず、我が方の軍の動きで敵を撹乱して、あらかじめ敵の勢いを削ぎ、我が攻めやすいような弱点を生じさせることを心がけるべきである。
中国の劉秀（後の後漢の光武帝）は新朝の皇帝と成った王莽によって簒奪された漢王朝を復興しようと兵を挙げたが、戦乱により大陸全土は荒れ果て、大軍を維持・運用する為の補給線を確立するのは困難であった。
そこで劉秀は軍団の規律を厳しくし、少数精鋭の兵力を引き連れて敵の領地の中に陣地を築き、ひたすら守りを固めて相手の大軍が兵糧不足で退却を始めるのを待ってから攻撃に移る戦法を多用した。
少数精鋭の劉秀軍は補給も容易く、常勝無敗で略奪もしないというので各地の人々は次々に劉秀に従った。劉秀が後漢の光武帝として即位した後も彼の休民政策は維持され、明帝の時代に後漢の最盛期を築く基礎となった。
以逸待労が劉秀の由来とされるのは袁宏撰『後漢紀』に拠る。AD26年9月、赤眉は再び長安に入り、劉秀の将鄧禹は赤眉と連戦するも敗れ、三輔と呼ばれる長安の周囲は饑えて、人が人を食う状態であった。この時の劉秀の詔勅からである。すなわち袁宏撰『後漢紀』の建武2年9月に「上(光武帝=劉秀)、また鄧禹に詔して命ず『兵を整え堅く守り、困窮した寇賊と鋒を交えるを慎め。老賊は疲弊し、必ず手を束ねる事に成らん。飽を以て饑を待ち、逸を以て労を撃つ。鞭が折れるほど、これにむち打たんのみ』」とある。
同じく袁宏撰『後漢紀』の建武5年(AD29年)冬には、徐州の張歩を攻めていた耿弇が光武帝に上書した内容が記載されている。すなわち『臣（耿弇）、臨淄に拠って塹塁深く、張歩は必ず自ら来たりて臣（耿弇）を攻む。以逸待労、実を持って撃たば、十日ほど間に張歩の首を獲るべし。」と言い、果たして耿弇は攻めてきた張歩を待ち構えて破った。